# Асоціація кінокомпаній
Асоціація кінокомпаній (MPA, англ. Motion Picture Association, спочатку: англ. Motion Picture Producers and Distributors of America, MPPDA та Motion Picture Association of America, MPAA) — американська некомерційна організація, яка об'єднує найбільших кіновиробників і метою діяльності якої є відстоювання їхніх бізнес-інтересів, а також розвиток та поширення кіно як бізнесу і мистецтва у всьому світі. Є членом Міжнародного альянсу інтелектуальної власності.

## Історія
У 1922 році керівники найбільших студій Голлівуду (Paramount Pictures, 20th Century Pictures, Loews, Universal Studios, Warner Bros., Columbia Pictures, United Artists і RKO Pictures) Семюель Голдвін, Луїс Майер, Джес Ласкі та Джозеф Шенк організували спільну організацію «Американська асоціація кінопродюсерів та кінодистриб'юторів» (Motion Picture Producers and Distributors of America) для боротьби з державною цензурою в кіно. Першим президентом асоціації був Вілл Гейс.
Штаб-квартира MPA знаходиться у Вашингтоні.

## Назва
У 1945 році Асоціація змінила свою назву «Американська асоціація кінопродюсерів та кінодистриб'юторів» (Motion Picture Producers and Distributors of America) на «Американська асоціація кінокомпаній» (Motion Picture Association of America), а у вересні 2019 році на «Асоціація кінокомпаній» (Motion Picture Association). 

## Члени асоціації
Членами Американської кіноасоціації є шість найбільших кінокомпаній:
- The Walt Disney Company
- Warner Bros
- Universal Studios
- Paramount Pictures
- Sony Pictures
- Netflix

## Діяльність
Асоціація відома власною системою рейтингів фільмів. 
Нині діяльність організації зосереджена головним чином на охороні авторських прав і лобіюванні посилювання законодавства в цій сфері. 
Асоціація кінокомпаній також проводить рекламні кампанії з метою запобігання піратству.